# Odinadiplosis
Odinadiplosis är ett släkte av tvåvingar. Odinadiplosis ingår i familjen gallmyggor.
Kladogram enligt Catalogue of Life:
| Odinadiplosis | \| \| Odinadiplosis amygdali \| \| \| \| \| \| Odinadiplosis mathuri \| \| \| \| \| \| Odinadiplosis odinae \| \| \| \| |
|               | \| \| Odinadiplosis amygdali \| \| \| \| \| \| Odinadiplosis mathuri \| \| \| \| \| \| Odinadiplosis odinae \| \| \| \| |
|               | Odinadiplosis amygdali                                                                                                  |
|               | |
|               | Odinadiplosis mathuri                                                                                                   |
|               | |
|               | Odinadiplosis odinae |
|               | |